# Берёзовский сельсовет (Данковский район)
Берёзовский сельсовет — сельское поселение в Данковском районе Липецкой области Российской Федерации.
Административный центр — село Берёзовка.

## История
Статус и границы сельского поселения установлены Законом Липецкой области от 23 сентября 2004 года № 126-ОЗ «Об установлении границ муниципальных образований Липецкой области»
18 августа 2011 года законом Липецкой области № 536-ОЗ в состав сельсовета включены населённые пункты упразднённого Ивановского сельсовета.

## Население
| 2010  | 2012  | 2013  | 2014  | 2015  | 2016  | 2017  |
| ----- | ----- | ----- | ----- | ----- | ----- | ----- |
| 928   | ↗1243 | ↘1211 | ↘1184 | ↘1162 | ↘1141 | ↗1160 |
| 2018  | 2021  |       |       |       |       |       |
| ↘1159 | ↗1469 |       |       |       |       |       |

## Состав сельского поселения
| №  | Населённый пункт | Тип населённого пункта       | Население |
| -- | ---------------- | ---------------------------- | --------- |
| 1  | Александровка    | деревня                      | 21        |
| 2  | Баловинки        | деревня                      | 83        |
| 3  | Берёзовка        | село, административный центр | ↘693      |
| 4  | Вязовёнка        | деревня                      | 0         |
| 5  | Зубовский        | посёлок                      | 0         |
| 6  | Ивановка         | село                         | ↘111      |
| 7  | Исленьево        | деревня                      | 0         |
| 8  | Колодези         | село                         | ↘265      |
| 9  | Крюковка         | деревня                      | 2         |
| 10 | Новая            | деревня                      | 14        |
| 11 | Новотроицкое     | деревня                      | 0         |
| 12 | Осиновые Прудки  | деревня                      | 117       |